# Laurenz Schönenberger
Laurenz Schönenberger (* 18. April 1832 in Kirchberg; † 30. Dezember 1900 ebenda) war ein Schweizer Politiker.

## Leben

### Familie
Laurenz Schönenberger wurde als Sohn von Johann Josef Schönenberger, einem Landwirt und Krämer, und dessen Ehefrau Maria Magdalena (geb. Egli) geboren. 
Er war dreimal verheiratet. Seine erste Ehe ging er 1859 mit Maria Elisabeth (geb. Ruckstuhl) ein. 1863 heiratete er Maria Regina (geb. Stadler), die Schwester seiner späteren dritten Ehefrau. 1871 heiratete er schließlich Maria Kreszentia (geb. Stadler), ebenfalls eine Tochter von Johann Baptist Stadler.  

### Werdegang
Seine schulische Ausbildung erhielt Laurenz Schönenberger an der katholischen Privatrealschule von Johannes Segmüller (1822–1895) in Kirchberg. Diese Bildung legte den Grundstein für seine spätere Karriere im öffentlichen Dienst und seine politische Laufbahn.
In der ersten Hälfte seiner Laufbahn war er als Wirt tätig, was ihm ein tiefes Verständnis für die Bedürfnisse seiner Gemeinde vermittelte. Ab 1859 begann er seine politische Laufbahn, indem er als Bezirksrichter tätig wurde; später war er Präsident des Bezirksgerichts. Diese Position ermöglichte es ihm, die Justiz in seinem Bezirk zu beeinflussen und rechtliche Fragen zu klären.
Von 1860 bis 1870 war er Gemeinderatsschreiber, bevor er 1870 das Amt des Gemeindeammanns von Kirchberg übernahm, das er bis 1885 innehatte. In dieser Rolle war er maßgeblich an der Verwaltung und Entwicklung der Gemeinde beteiligt.
Laurenz Schönenberger war ein aktives Mitglied der politischen Landschaft des Kantons St. Gallen. Zwischen 1859 und 1860 sowie 1889 und 1890 diente er als St. Galler Verfassungsrat. Von 1860 bis 1900 war er Mitglied des Grossrats, wo er die Interessen seiner Gemeinde und seines Kantons vertrat; im Grossrat folgte ihm nach seinem Tod der Redakteur Georg Baumberger.
Seine politische Karriere erreichte einen Höhepunkt, als er, als Nachfolger von Johann Rudolf Moser, vom 4. Dezember 1882 bis zum 30. November 1890 als Nationalrat der Konservativen Volkspartei tätig war. In dieser Zeit setzte er sich für die Belange seiner Wähler ein und trug zur Formulierung von Gesetzen bei, die die Entwicklung der Region beeinflussten. 
Zusätzlich war er von 1886 bis 1900 Verwaltungsrat der St. Galler Kantonalbank, was seine Expertise im Finanzbereich unterstrich und ihm ermöglichte, wirtschaftliche Entscheidungen auf kantonaler Ebene zu beeinflussen.
In der Schweizer Armee wurde er 1862 zum Oberleutnant befördert.
Als er verstarb, übte er das Amt des Bezirksammanns aus.